# Magdalena penitente de la lamparilla
La Magdalena penitente de la lamparilla,o Madeleine Terff, es un cuadro del pintor francés Georges de La Tour pintado alrededor de 1642-1644. Este óleo sobre lienzo presenta a la Magdalena penitente, como en varias pinturas del artista, pero en una pose más tranquila, delicada. Se conserva en el Museo del Louvre, en París.
El pintor representa a María observando una vela, impresionantemente realizada con texturas diferentes a medida que la llama asciende, una de las características del pintor que heredó de Caravaggio. Este detalle, junto a la calavera en las manos de la protagonista pudiera aludir a la observación del paso del tiempo. También se incluyen otros elementos propios de sus atributos iconográficos, como los libros sobre la mesa, reflejados a la perfección en el vaso, o el crucifijo.

## En la cultura popular
Este cuadro aparece como parte de la decoración de la gruta secreta de Ariel en la película "La Sirenita", de Walt Disney.